# András Csonka (tenis de mesa)
András Csonka (27 de noviembre de 1988) es un deportista húngaro que compitió en tenis de mesa adaptado. Ganó una medalla de plata en los Juegos Paralímpicos de Río de Janeiro 2016 en la prueba individual (clase 8).

## Palmarés internacional
| Juegos Paralímpicos | Juegos Paralímpicos     | Juegos Paralímpicos | Juegos Paralímpicos |
| Año                 | Lugar                   | Medalla             | Prueba              |
| ------------------- | ----------------------- | ------------------- | ------------------- |
| 2016                | Río de Janeiro (Brasil) | Medalla de plata    | Individual 8        |